# Hermann Fleißner

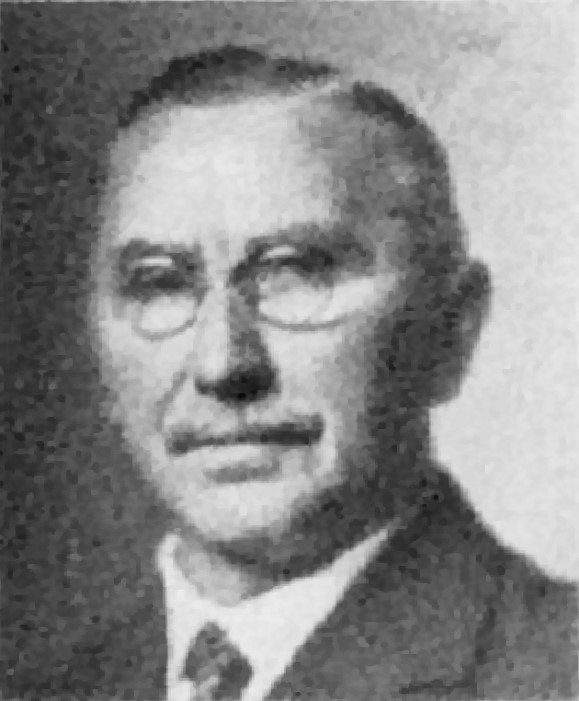
Hermann Fleißner

Hermann Fleißner (* 16. Juni 1865 in Dresden; † 20. April 1939 in Berlin) war ein sozialdemokratischer Politiker.

## Vorkriegszeit
Fleißner machte nach der Volksschule eine Lehre als Tischler. Bis 1895 hat er als Geselle gearbeitet und anschließend für kurze Zeit als selbstständiger Tischlermeister in Pirna.
Bereits 1884 trat Fleißner der SPD bei und 1895 wurde er auch Mitglied des Holzarbeiterverbandes. Von 1885 bis 1898 war er Vorsitzender der örtlichen SPD in Pirna. Beruflich war Fleißner seit 1897 mit Unterbrechungen bis 1917 anfangs Berichterstatter für sozialdemokratische Zeitungen und später Redakteur der Dresdner Volkszeitung. Fleißner war von 1913 bis 1917 Mitglied des zentralen Parteiausschusses der SPD und Vorsitzender der Dresdner Parteiorganisation. Er gehörte schon vor dem Krieg dem linken Parteiflügel an.
Zwischen 1900 und 1903 war Fleißner Gemeinderatsmitglied in Löbtau und von 1905 bis 1909 Stadtverordneter in Dresden. Von 1909 bis 1920 gehörte er dem Sächsischen Landtag bzw. der Sächsischen Volkskammer an. Vor dem Ersten Weltkrieg gelang es ihm trotz einer Kandidatur 1907 nicht in den Reichstag einzuziehen.

## Erster Weltkrieg und Weimarer Republik
Mit der Gründung der USPD 1917 wechselte Fleißner zu dieser Partei über und war bis 1921 deren Parteivorsitzender in Dresden. Außerdem saß er zeitweilig im zentralen Beirat der Partei und war als Redakteur der Parteipresse (Unabhängige Volkszeitung) tätig. Im Jahr 1920 gehörte Fleißner zur Minderheit derjenigen, die auf dem außerordentlichen Parteitag in Halle, den Beitritt der Partei zur Kommunistischen Internationale ablehnten. Er machte daher auch die Vereinigung mit der KPD nicht mit, sondern kam 1922 mit der Rumpf-USPD wieder zur SPD zurück.
Während der Novemberrevolution war Fleißner Mitglied im Rat der Volksbeauftragten für Sachsen. Fleißner rief am 10. November 1918 die Republik Sachsen („Freistaat Sachsen“) im Zirkus Sarrasani aus und wurde im Gesamtministerium Lipinski Minister für Militärwesen. Dieses Amt führte er bis zum 16. Januar 1919 aus. Zwischen 1920 und 1924 war er Landesminister für Volksbildung. Im Jahr 1927 trat Fleißner vergeblich als Gegenkandidat im Sächsischen Landtag gegen Max Heldt von der abgespaltenen Alten sozialdemokratischen Partei für das Amt des sächsischen Ministerpräsidenten an. In der innerparteilichen Debatte um den Bau des Panzerschiffs A stand Fleißner in Opposition zur Führung der Partei und stimmte mit anderen Mitgliedern des linken Flügels auf dem Parteitag 1929 gegen eine Vorlage zur Wehrpolitik. Auch zwei Jahre später gehörte er der innerparteilichen Opposition an und scheiterte wohl auch deshalb mit seiner Kandidatur für den Parteivorstand. Im Jahr 1930 scheiterte Fleißner auf dem Landesparteitag mit seinem Versuch Kandidat der SPD für die Position des sächsischen Ministerpräsidenten zu werden. Für seine linke Position spricht auch, dass er 1931 Mitarbeiter der Marxistischen Tribüne wurde.
Seit 1920 war Fleißner Mitglied des Reichstages und gehörte dem Parlament bis 1933 an. Daneben war er als freier Schriftsteller und Autor tätig.
Während der Zeit des Nationalsozialismus war Fleißner mehrere Monate in Haft.